# Рембо (франшиза)
«Рембо» (англ. Rambo) — американська медіафраншиза в жанрі бойовик про Джона Рембо ветерана В'єтнамської війни знята за однойменним романом Девіда Моррелла.

## Фільми

### Рембо: Перша кров (1982)
Ветеран В'єтнамської війни Джон Рембо подорожує по США сподіваючись відшукати своїх товаришів по боях. Дізнавшись про раптову смерть товариша з елітного військового підрозділу «зелених беретів», він приїжджає в тихе провінційне містечко. Там його зустрічає нахабний місцевий шериф Віл Тісл, що має Рембо за волоцюгу: відвозить його за межі міста, наказуючи, щоб той не повертався, інакше його чекатимуть неприємності.

### Рембо: Перша кров, частина II (1985)
Ув'язнений Джон Рембо працює на кам'яному кар'єрі, відбуваючи покарання за погром американського містечка в попередній частині. Через деякий час полковник Семюель Траутман пропонує йому угоду — прощення всіх його злочинів і свободу в обмін на участь в якійсь секретній операції.

### Рембо ІІІ (1988)
Ветеран в'єтнамської війни Джон Рембо, втомлений від своїх військових і цивільних подвигів, поселяється в буддистському монастирі. Проте довго перебувати в спокої йому не доводиться. Полковник Семюел Траутман просить свого колишнього підлеглого допомогти місцевим моджахедам у боротьбі з радянською армією в Афганістані.

### Рембо IV (2008)
Рембо веде усамітнений спосіб життя на околиці Бангкока. Втомившись від боротьби та кровопролиття, він оселився в невеликому будинку біля річки та проводить дні, ремонтуючи старі човни та катери. Звичний уклад життя головного героя порушує група християнських місіонерів, які знають Рембо як єдину людину, що може перевезти їх через річку Салуїн, для виконання їхньої місії, допомоги гнобленому народові карен.

### Рембо: Остання кров (2019)
Через роки після переїзду в Аризону ветеран війни Джон Рембо намагається вести спокійне й осмислене життя на ранчо свого батька, займаючись навчанням коней, проте повністю оговтатися від важкого минулого йому не вдається — він страждає від посттравматичного стресового розладу, протягом довгих років Рембо підтримував зв'язок з близькою подругою Марією та  її онукою — Габріель, яка, пропрацювавши на ранчо все життя, допомагає йому з доглядом за будинком. Через те, що Габріель пропала безвісти після того, як вирушила до Мексики, зневірившись, Марія просить Рембо про допомогу.

## Відеоігри
- Rambo ZX Spectrum, Amstrad CPC, Commodore 64
- Rambo: First Blood Part II 1986 Master System
- Rambo 1987 NES
- Rambo III 1989 Amiga, Amstrad CPC, Atari ST, Commodore 64, DOS, MSX, ZX Spectrum, Sega Mega Drive/Genesis, Master System, Arcade
- Rambo 2008 Sega
- Rambo: The Video Game 2014 Microsoft Windows, Xbox 360 PlayStation 3

## Касові збори
| Фільм                         | Реліз у США       | Бюджет       | Загальні збори | Загальні збори | Загальні збори |
| Фільм                         | Реліз у США       | Бюджет       | США            | Міжнародні     | Світ           |
| ----------------------------- | ----------------- | ------------ | -------------- | -------------- | -------------- |
| Рембо: Перша кров             | Жовтень 22, 1982  | $15 міл.     | $47,212,904    | $78,000,000    | $125,212,904   |
| Рембо: Перша кров, частина II | Квітень 22, 1985  | $25 міл.     | $150,415,432   | $149,985,000   | $300,400,432   |
| Рембо ІІІ                     | Квітень 25, 1988  | $58 міл.     | $53,715,611    | $135,300,000   | $189,015,611   |
| Рембо IV                      | Січень 25, 2008   | $50 міл.     | $42,754,105    | $70,490,185    | $113,244,290   |
| Рембо: Остання кров           | Вересень 20, 2019 | $50 міл.     | $44,819,352    | $46,671,001    | $91,490,353    |
| Разом                         | Разом             | $198 million | $338,906,479   | $480,446,186   | $819,363,590   |